# Haddadus
Haddadus – rodzaj płazów bezogonowych z podrodziny Craugastorinae w obrębie rodziny Craugastoridae.

## Rozmieszczenie geograficzne
Rodzaj obejmuje gatunki występujące w przybrzeżnym lesie atlantyckim wschodniej i południowej Brazylii.

## Systematyka
Rodzaj zdefiniował w 2008 roku zespół amerykańskich herpetologów (Stephen Blair Hedges, William Edward Duellman i Matthew Paul Heinicke) w artykule zatytułowanym Żaby rozwijające się bezpośrednio w Nowym Świecie (Anura: Terrarana): filogeneza molekularna, klasyfikacja, biogeografia i ochrona, opublikowanym w czasopiśmie „Zootaxa”. Gatunkiem typowym jest (oryginalne oznaczenie) H. binotatus.

### Etymologia
Haddadus: Célio Fernando Baptista Haddad (ur. 1959), brazylijski herpetolog.

### Podział systematyczny
Do rodzaju należą następujące gatunki:
- Haddadus aramunha (Cassimiro, Verdade & Rodrigues, 2008)
- Haddadus binotatus (von Spix, 1824)
- Haddadus plicifer (Boulenger, 1888)